# Саксаганський шлях
Саксага́нський шлях — боковий з'єднувальний тракт між Микитинським шляхом і Кизикерменським шляхом, закладений у XVIII столітті.
Проходив від с. Алфьорова до сучасного с. Долинське. На шляху містилися села Саксагань, Ордо-Василівка, Веселі Терни та правим берегом р. Саксагань виходив на Кривий Ріг.